# Handball-Panamerikameisterschaft der Männer 1994
Die Handball-Panamerikameisterschaft der Männer 1994 war die sechste Austragung der Handball-Panamerikameisterschaft der Männer für Nationalmannschaften Nord-, Zentral- und Südamerikas sowie der Karibik. Organisiert wurde das Turnier von der Pan-American Team Handball Federation. Es wurde vom 17. bis 23. September in Santa Maria, Brasilien, ausgetragen. Der neue und alte Panamerikameister aus Kuba sowie die nächstplatzierten Teams aus Brasilien und den USA qualifizierten sich für die Weltmeisterschaft 1995.

## Turnierverlauf
| Pl. | Land               | Sp. | S | U | N | Tore      | Diff. | Punkte |
| --- | ------------------ | --- | - | - | - | --------- | ----- | ------ |
| 1.  | Kuba               | 6   | 6 | 0 | 0 | 0201:1010 | +100  | 12     |
| 2.  | Brasilien          | 6   | 5 | 0 | 1 | 0167:950  | +72   | 10     |
| 3.  | Vereinigte Staaten | 6   | 4 | 0 | 2 | 0123:1160 | +7    | 8      |
| 4.  | Argentinien        | 6   | 3 | 0 | 3 | 0151:1040 | +47   | 6      |
| 5.  | Mexiko             | 6   | 2 | 0 | 4 | 0116:1520 | −36   | 4      |
| 6.  | Paraguay           | 6   | 1 | 0 | 5 | 085:1810  | −96   | 2      |
| 7.  | Uruguay            | 6   | 0 | 0 | 6 | 078:1720  | −94   | 0      |

Anmk.: Bei Punktgleichheit entschied der direkte Vergleich, dann das Torverhältnis.
| 17. September 1994 | Kuba | 44:14 | Paraguay | Centro Deportivo Municipal de Santa Maria, Santa Maria |
| 17. September 1994 |      |       |          | Centro Deportivo Municipal de Santa Maria, Santa Maria |
| 17. September 1994 |      |       |          | Centro Deportivo Municipal de Santa Maria, Santa Maria |

| 17. September 1994 | Brasilien | 28:15 | Mexiko | Centro Deportivo Municipal de Santa Maria, Santa Maria |
| 17. September 1994 |           |       |        | Centro Deportivo Municipal de Santa Maria, Santa Maria |
| 17. September 1994 |           |       |        | Centro Deportivo Municipal de Santa Maria, Santa Maria |

| 17. September 1994 | Vereinigte Staaten | 24:12 | Uruguay | Centro Deportivo Municipal de Santa Maria, Santa Maria |
| 17. September 1994 |                    |       |         | Centro Deportivo Municipal de Santa Maria, Santa Maria |
| 17. September 1994 |                    |       |         | Centro Deportivo Municipal de Santa Maria, Santa Maria |

| 18. September 1994 | Argentinien | 29:10 | Paraguay | Centro Deportivo Municipal de Santa Maria, Santa Maria |
| 18. September 1994 |             |       |          | Centro Deportivo Municipal de Santa Maria, Santa Maria |
| 18. September 1994 |             |       |          | Centro Deportivo Municipal de Santa Maria, Santa Maria |

| 18. September 1994 | Kuba | 42:19 | Mexiko | Centro Deportivo Municipal de Santa Maria, Santa Maria |
| 18. September 1994 |      |       |        | Centro Deportivo Municipal de Santa Maria, Santa Maria |
| 18. September 1994 |      |       |        | Centro Deportivo Municipal de Santa Maria, Santa Maria |

| 18. September 1994 | Brasilien | 32:15 | Uruguay | Centro Deportivo Municipal de Santa Maria, Santa Maria |
| 18. September 1994 |           |       |         | Centro Deportivo Municipal de Santa Maria, Santa Maria |
| 18. September 1994 |           |       |         | Centro Deportivo Municipal de Santa Maria, Santa Maria |

| 19. September 1994 | Argentinien | 35:06 | Uruguay | Centro Deportivo Municipal de Santa Maria, Santa Maria |
| 19. September 1994 |             |       |         | Centro Deportivo Municipal de Santa Maria, Santa Maria |
| 19. September 1994 |             |       |         | Centro Deportivo Municipal de Santa Maria, Santa Maria |

| 19. September 1994 | Brasilien | 34:05 | Paraguay | Centro Deportivo Municipal de Santa Maria, Santa Maria |
| 19. September 1994 |           |       |          | Centro Deportivo Municipal de Santa Maria, Santa Maria |
| 19. September 1994 |           |       |          | Centro Deportivo Municipal de Santa Maria, Santa Maria |

| 19. September 1994 | Kuba | 23:11 | Vereinigte Staaten | Centro Deportivo Municipal de Santa Maria, Santa Maria |
| 19. September 1994 |      |       |                    | Centro Deportivo Municipal de Santa Maria, Santa Maria |
| 19. September 1994 |      |       |                    | Centro Deportivo Municipal de Santa Maria, Santa Maria |

| 20. September 1994 | Mexiko | 26:21 | Paraguay | Centro Deportivo Municipal de Santa Maria, Santa Maria |
| 20. September 1994 |        |       |          | Centro Deportivo Municipal de Santa Maria, Santa Maria |
| 20. September 1994 |        |       |          | Centro Deportivo Municipal de Santa Maria, Santa Maria |

| 20. September 1994 | Kuba | 25:20 | Argentinien | Centro Deportivo Municipal de Santa Maria, Santa Maria |
| 20. September 1994 |      |       |             | Centro Deportivo Municipal de Santa Maria, Santa Maria |
| 20. September 1994 |      |       |             | Centro Deportivo Municipal de Santa Maria, Santa Maria |

| 20. September 1994 | Brasilien | 24:14 | Vereinigte Staaten | Centro Deportivo Municipal de Santa Maria, Santa Maria |
| 20. September 1994 |           |       |                    | Centro Deportivo Municipal de Santa Maria, Santa Maria |
| 20. September 1994 |           |       |                    | Centro Deportivo Municipal de Santa Maria, Santa Maria |

| 21. September 1994 | Vereinigte Staaten | 19:18 | Mexiko | Centro Deportivo Municipal de Santa Maria, Santa Maria |
| 21. September 1994 |                    |       |        | Centro Deportivo Municipal de Santa Maria, Santa Maria |
| 21. September 1994 |                    |       |        | Centro Deportivo Municipal de Santa Maria, Santa Maria |

| 21. September 1994 | Paraguay | 17:16 | Uruguay | Centro Deportivo Municipal de Santa Maria, Santa Maria |
| 21. September 1994 |          |       |         | Centro Deportivo Municipal de Santa Maria, Santa Maria |
| 21. September 1994 |          |       |         | Centro Deportivo Municipal de Santa Maria, Santa Maria |

| 21. September 1994 | Brasilien | 27:18 | Argentinien | Centro Deportivo Municipal de Santa Maria, Santa Maria |
| 21. September 1994 |           |       |             | Centro Deportivo Municipal de Santa Maria, Santa Maria |
| 21. September 1994 |           |       |             | Centro Deportivo Municipal de Santa Maria, Santa Maria |

| 22. September 1994 | Kuba | 39:15 | Uruguay | Centro Deportivo Municipal de Santa Maria, Santa Maria |
| 22. September 1994 |      |       |         | Centro Deportivo Municipal de Santa Maria, Santa Maria |
| 22. September 1994 |      |       |         | Centro Deportivo Municipal de Santa Maria, Santa Maria |

| 22. September 1994 | Vereinigte Staaten | 32:18 | Paraguay | Centro Deportivo Municipal de Santa Maria, Santa Maria |
| 22. September 1994 |                    |       |          | Centro Deportivo Municipal de Santa Maria, Santa Maria |
| 22. September 1994 |                    |       |          | Centro Deportivo Municipal de Santa Maria, Santa Maria |

| 22. September 1994 | Argentinien | 28:13 | Mexiko | Centro Deportivo Municipal de Santa Maria, Santa Maria |
| 22. September 1994 |             |       |        | Centro Deportivo Municipal de Santa Maria, Santa Maria |
| 22. September 1994 |             |       |        | Centro Deportivo Municipal de Santa Maria, Santa Maria |

| 23. September 1994 | Mexiko | 25:14 | Uruguay | Centro Deportivo Municipal de Santa Maria, Santa Maria |
| 23. September 1994 |        |       |         | Centro Deportivo Municipal de Santa Maria, Santa Maria |
| 23. September 1994 |        |       |         | Centro Deportivo Municipal de Santa Maria, Santa Maria |

| 23. September 1994 | Vereinigte Staaten | 23:21 | Argentinien | Centro Deportivo Municipal de Santa Maria, Santa Maria |
| 23. September 1994 |                    |       |             | Centro Deportivo Municipal de Santa Maria, Santa Maria |
| 23. September 1994 |                    |       |             | Centro Deportivo Municipal de Santa Maria, Santa Maria |

| 23. September 1994 | Kuba | 28:22 | Brasilien | Centro Deportivo Municipal de Santa Maria, Santa Maria |
| 23. September 1994 |      |       |           | Centro Deportivo Municipal de Santa Maria, Santa Maria |
| 23. September 1994 |      |       |           | Centro Deportivo Municipal de Santa Maria, Santa Maria |

## Platzierungen
Legende
| Rang | Mannschaft |
| ---- | --- |
|      | Kuba Kader (unvollständig): Vladimir Rivero Hernández, José Rodney Savon, Luis Alexis Silveira Corbo, Rolando Uríos, Osvaldo Povea Dominguez, Carlos Pérez, Freddy Suárez, Luis Martínez Cuesta, Felix Romero Conill, Andrés Robles, Rey Gutiérrez. Trainer: Pedro Olivares Acosta. |
|      | Brasilien |
|      | Vereinigte Staaten |
| 4    | Argentinien |
| 5    | Mexiko |
| 6    | Paraguay |
| 7    | Uruguay |